# Fedoriwka (rejon rówieński)
Fedoriwka (ukr. Федорівка, hist. pol. Tudorów) – wieś na Ukrainie, w obwodzie rówieńskim, w rejonie rówieńskim. W 2001 liczyła 641 mieszkańców, spośród których 636 posługiwało się językiem ukraińskim, 3 rosyjskim, a 2 innym.
Tak jak cały obecny obwód rówieński, wieś Tudorów znajdowała się w granicach II RP, wchodząc w skład województwa wołyńskiego, powiat rówieński, gmina Hoszcza.